# Traumă psihică
Trauma psihologică este un tip de deteriorare a psihicului care se produce ca urmare a producerii unui atac din punct de vedere psihologic. Atunci când trauma duce la stres post-traumatic, daunele pot implica schimbări fizice la nivelul creierului uman, schimbări care afectează capacitatea persoanei de a face față în mod adecvat stresului. 
Psihologii au definit trauma ca un eveniment singular de o intensitate foarte mare, eveniment care apare în viața individului și care depășește posibilitățile sale de adaptare. În general acest eveniment neplăcut generează o sensibilizare excesivă a individului la emoțiile ulterioare. Atunci când trauma duce la stres post-traumatic, daunele pot implica schimbări fizice la nivelul creierului uman, schimbări de natură chimică, care afectează capacitatea persoanei de a face față în mod adecvat stresului și care, pe termen lung, generează efecte patogene durabile.

## Cauze
De asemenea trauma psihică poate apărea din repetarea unei serii de evenimente mai puțin intense fiecare în parte, prin însumare copleșesc complet capacitatea individului de a face față sau de a integra ideile și emoțiile implicate în această experiență.
Sentimentul de "a fi copleșit" poate fi amânat săptămâni, ani în măsura în care persoana se străduiește să răspundă circumstanțelor imediate ale fenomenului stresor. Traumele psihologice pot duce la consecințe negative pe termen lung, care sunt adesea trecute cu vederea, chiar și de către profesioniștii din domeniul sănătății mintale.
Trauma poate fi cauzată de o mare varietate de evenimente, dar există câteva aspecte comune. Există frecvent o violare ideilor familiare pe care persoanele le au despre lumea lor și a drepturilor omului , punând persoana într-o stare de extremă confuzie și nesiguranță. Acest lucru apare, de asemenea, atunci când persoane sau instituții de care persoana depinde sau în care persoana își pune speranțele, încalcă sau trădează așteptările individului într-un mod neprevăzut.
Traumele psihologice pot însoți traume fizice sau pot exista independent. Cauzele tipice și pericolele de traume psihologice sunt:
- Abuzurile grave din partea altor indivizi: abuzul sexual, hărțuirea, violența domestică sau amenințările verbale. Abuzurile din copilărie sunt o sursă foarte amplă de traume la nivelul psihicului minorilor, care sunt mai puțin echipați în a face față factorilor stresori.
- Evenimentele catastrofice, cum ar fi cutremurele și erupțiile vulcanice, războiul sau alte violențe în masă , de asemenea, pot provoca traume psihologice.
- Expunerea pe termen lung la situații extreme, cum ar fi sărăcia sau formele mai ușoare de abuz, cum ar fi abuzul verbal, abuzul de tip alienator, poate fi traumatizantă. În cazul abuzului verbal, pentru un copil mai ales, acesta poate avea potențial traumatic deosebit, doar într-un singur eveniment. De asemenea chiar și violențele relativ ușoare, acceptate încă de societatea românească ca parte a mecanismului de disciplinare a copilului, pot avea repercusiuni foarte ample asupra psihicului copilului, mai ales că ele vin din partea unor persoane din interiorul familiei.
- Abuzul psihologic cu caracter religios prin care se urmărește zădărnicirea credinței cuiva, afectează direct individul prin faptul că îl pune într-o stare de nesiguranță, sau în alte cazuri când se încalcă indirect sau în mod intenționat voința liberă a persoanei care alege să aibă o credință proprie cu privire la existența sa.  Această formă de abuz e cea mai răspândită în comunitățile religioase radicale în toate culturile existente ale lumii.

## Diferențele în care persoanele reacționează la evenimente cu potențial traumatic
Cu toate acestea, persoane diferite vor reacționa diferit la evenimente similare. O persoană poate experimenta un eveniment ca fiind traumatic în timp ce o altă persoană, nu va avea de suferit traume ca urmare a unui eveniment similar într-un context similar. Cu alte cuvinte, nu toate persoanele care experimentează un eveniment cu potențial traumatizant va fi efectiv traumatizată din punct de vedere psihologic. 
Unele teorii sugerează că traumele din copilarie pot duce la un comportament violent în viața adultă inclusiv crime în serie. De exemplu, modelul Hickey's Trauma-Control Model sugerează că "traumele din copilarie pot servi pentru un ucigaș în serie ca un mecanism de declanșare care rezultă din incapacitatea individului în cauză de a face față stresului de generat de anumite evenimente.
Trăirile avute în copilărie și care sunt legate de abuzul părinților violenți sau alcoolici sau care să fi suferit la rândul lor de tulburare bipolară ori abuzul de droguri pot contribui la trauma psihologică al copilului sau membrilor familiei. 